# شهرستان مقشن
شهرستان مُقْـشِن (به عربی:  ولایة مقشن ) یکی از شهرستانهای استان ظفار
در کشور پادشاهی عمان است.
برای آشنایی بیشتر با مقشن و سایر شهرهای استان ظفار می‌توانید کتاب عمان از دریچه صلاله را مطالعه کنید
https://taaghche.com/book/227188

## جمعیت
جمعیت آن در حدود ۵۴۰۳ هزار نفر می‌باشد.